# 유봉 (곡향경후)
유봉(劉鳳, ? ~ 3년)은 전한 말기의 제후로, 양강왕의 아들이다.

## 행적
영시 3년(기원전 14년), 곡향후(曲鄕侯)에 봉해졌다.
곡향경후 17년(3년)에 죽어 시호를 경(頃)이라 하였고, 아들 유운이 작위를 이었다.

## 출전
- 반고, 《한서》 권15하 왕자후표 下

| 선대 (첫 봉건) | 전한의 곡향후 기원전 14년 6월 신묘일 ~ 기원후 3년 | 후대 아들 유운 |